# Szera kolostor
A Szera kolostor (tibeti: སེ་ར་དགོན་པ, Wylie: se ra dgon pa – "Vadrózsa kolostor"; kínai: 色拉寺, pinjin: Sèlā Sì) a "három nagy" tibeti gelug kolostor egyetem közül az egyik, Lhásza városától 2 km-re északra, a főváros egyik központi épületétől, a Dzsokhang kolostortól 5 km-re. A másik kettő a Ganden és a Drepung kolostor. A neve onnan ered, hogy az eredeti helyszínen, ahová a kolostor épült, vadrózsák nyíltak.
Az eredeti kolostorhoz mintegy 19 elvonulási helyszín köthető, közöttük 4 apácák számára, amelyek mind a Lhászától északra fekvő hegy lábánál fekszenek.
A Szera kolostort Congkapa egyik tanítványa Dzsamcsen Csodzsej alapította 1419-ben. Ekkor egy három épületből álló komplexum épült három főiskolával és egy nagy gyűlésteremmel.
Az 1959-es felkelés alkalmával a kolostor súlyosan megrongálódott, a főiskolákat lerombolták és több száz szerzetest gyilkoltak meg. Miután a Dalai láma átszökött Indiába, a Szera kolostor életben maradt szerzetesei az indiai Maiszúr városhoz tartozó Bilakuppa településre menekült. Kezdeti megpróbáltatások után az indiai kormány támogatásával létrehoztak a Szera kolostorhoz hasonló két főiskolát (Szera Me és Szera Dzse) és az eredetire emlékeztető nagy gyűléstermet. Ma már több, mint 3000 szerzetes él ebben az indiai kolostorban. Az itt felnövő közösségből számos olyan tudós került ki, akik a világ sok országában hoztak létre dharma-központokat és oktatási intézményeket.
A Szera kolostor nevezetes a diákok számára kötelező vitagyakorlatokról.

## Háttér
Mielőtt 1419-ben Dzsamcsen Csodzsej megalapította volna a kolostort, tanító mestere, Congkapa és tanítványai a helyszín közelében már megépítették a Szera Uce remetelakot.
A Szera komplexum két nagy részre van osztva, amelyeket utak kötnek össze. A nagy gyűléstermet a keleti részen, a három főiskolát (Szera Dzse Dracang, Szera Me Dracang és Ngakpa Dracang) és a szálláshelyeket a nyugati részen helyezték el. 8-tól 70 éves korig együtt éltek itt a diákok és a szerzetesek. A kolostor területén az épületeket összekötő utak óraszerű zarándokutat formáltak. Az út elején helyezkedtek el a főiskolák (a fenti sorrendben), majd a gyűlésterem, a szállások, majd végül a magasan fekvő remetelak.
A Dzse és a Me főiskolákban a szerzetesnövendékek képzése több mint 20 évig tartott. Ezt a programot nevezték a filozófiai tudás elsajátításának (cennyi mcsan nyid grva csang), amelynek a végén a diákok a gese tudományos fokozatot érhették el. A Ngakpa főiskolát kifejezetten a tantrikus szertartások gyakorlására hozták létre. Ez az iskola valamivel előbb épült, mint a másik kettő. 1959. előtt mindegyik főiskola adminisztrációjához tartozott egy apát és egy tíz lámából álló tanácscsoport.
Az évek alatt a kolostor remetelakká alakult, ahol mintegy 6000 szerzetes élt. Az ország legjobb vita gyakorlatait ebben a kolostorban hallhatták a tudósok. Ezek menete előre meghatározott sorrendben zajlott.
The monastery belongs to the Gelug Order and was one of the largest in Lhasa.
2008-ban a kolostorban mindössze 550 szerzetes élt.

## Története

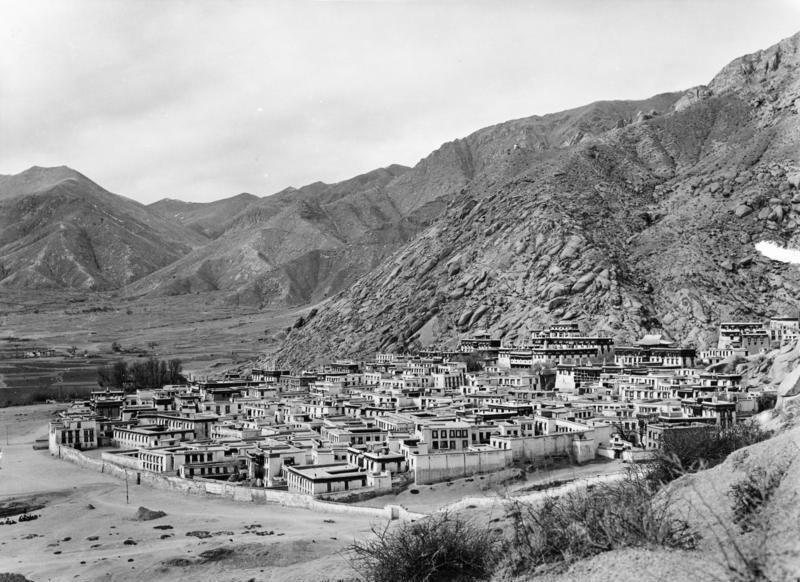
A Szera kolostor 1938-ban.

A kolostor korai története szorosan kapcsolódik Congkapa láma mesterhez (1357–1419), a Gelugpa rend alapítójához, a magasan képzett guruhoz, akit a buddhista írások oly nagyra értékelnek. much venerated and highly learned guru in Buddhist scriptures. Az ő gyámsága alatt alapította a Szera Dzsej kolostor komplexumot Dzsecun Kunkhjen Rincse Szenge a 15. század elején. Kunkhjen korábban a Drepung kolostorban tanított és ezután került a Szera Dzsej iskolához. A vallásos legenda szerint látó képességekkel rendelkező Congkapa úgy választotta ki a későbbi kolostor helyszínét, hogy egy látomásában az égről olvasta Pradzsnyápáramitá üresség természetéről szóló 20 verssorát. Ezen élményen keresztül bepillantást nyert a Cavaszehrab (a madhjamaka avagy súnjata) elméletébe. Ezen felül a látomásban "AA" szerű karakterek hullottak az égből eső formájában. 12 évvel később az egyik tanítványa, Dzsamcsen Csodzse váltotta be a guru látomásait, azzal, hogy megalapította a Szera kolostort, a mahájána hagyomány gyakorlatainak teljes tanulmányozásához.
A gondviselésnek köszönhetően az akkori király, Nedong Dagpa Gyalcen támogatta a vállalkozást és 1419-ben részt vett az alapkőletétel eseményén. Congkapa elképzeléseinek megfelelően alakultak a kolostor későbbi fejlesztési munkálatai is. A kolostor nevének eredetére létezik egy másik verzió is, amely szerint a kolostort körbevevő málnabokrok (tibeti: 'Szeva') kerítést alkottak (tibeti: 'Rava').

### 1959 után
A 14. Dalai Láma 1959-ben elmenekült Indiába. Pár héttel később a Szera Dzsej kolostort lebombázták, több száz szerzetes vesztette életét (abban az évben hivatalosan 5629 szerzetes élt a kolostorban), az ősi szövegeket és értékes ősi műalkotásokat megsemmisítette a kínai hadsereg. Az életben maradt szerzetesek (és világiak is) a zord téli időjárás ellenére Indiába menekült a Himaláján keresztül. A tibeti emberek tömegesen vándoroltak át (köztük több száz Szera Dzsej láma, geses és szerzetes) Indiába, ahol a kormány segítségével le tudtak telepedni. 1970-ben egy közel kétszáz fős Szera Dzseji szerzetescsoport kiegészülve száz Szera Meji szerzetessel megalapítottak egy kolostort Bilakuppe nevű indiai településen, amely a tibeti Szera Dzsej kolostort kívánta helyettesíteni. A Ngagpa Dracang (tantrikus főiskola) tagjai nem élték túl a támadást, így ők már nem vehettek részt az indiai alapításon. A Bilakuppe kolostorban ma 5000 buddhista szerzetes él, közülük sokan már nem Tibetben születtek.
Egy erdőterületen az indiai kormány felajánlásából létrejött Szera kolostor két szárnya a Szera Dzse és a Szera Me főiskolák szerzeteseit képviseli. 38 bérházat építettek a szerzetesek számára és termőföldet is kaptak emellé. 1978-ban készült el az 1500 fő befogadására képes gyűlésterem. Ma több mint 3000 szerzetes él a kolostor komplexumban.
Később egy nagyobb gyűléstermet is építettek (2162m2, 9m magas, 110 oszloppal), amelybe már 3500 szerzetes tudott összegyűlni a közös kántálásokhoz és meditációkhoz. Nemrégiben az egykori Ngakpa főiskola megfelelőjét is felépítették a Szera kolostorban. Ezáltal újból együtt működik a három főiskola a kolostor falain belül. Az indiai Szera szerzetesek közössége a világ több országában hozott azóta létre dharma-központokat.
A komoly sérülések és a pusztítás ellenére a tibeti Szera kolostor a mai napig működik. A helyi források szerint 2011-ben 300 szerzetes élt a kolostorban. A lakók számának lecsökkenésében az okokat a 2008-as tibeti zavargásokban látják.

## Vitázás
A szerzetesek buddhista tanokról szóló vitázási gyakorlata a tanulás folyamatának a részét képezi a Szera kolostor főiskoláin. Ezáltal jobban elsajátítják a buddhista filozófia megértését és magasabb szinten tudják folytatni tanulmányaikat. Erről a gesztusokkal kiegészített vitázási hagyományról úgy tartják, hogy a Szera kolostor sajátossága. Látogatók is meg szokták hallgatni a vitákat, amelyeket meghatározott menetrend szerint szoktak tartani, minden nap a kolostor 'vitaudvarán'.

### Eljárások és szabályok

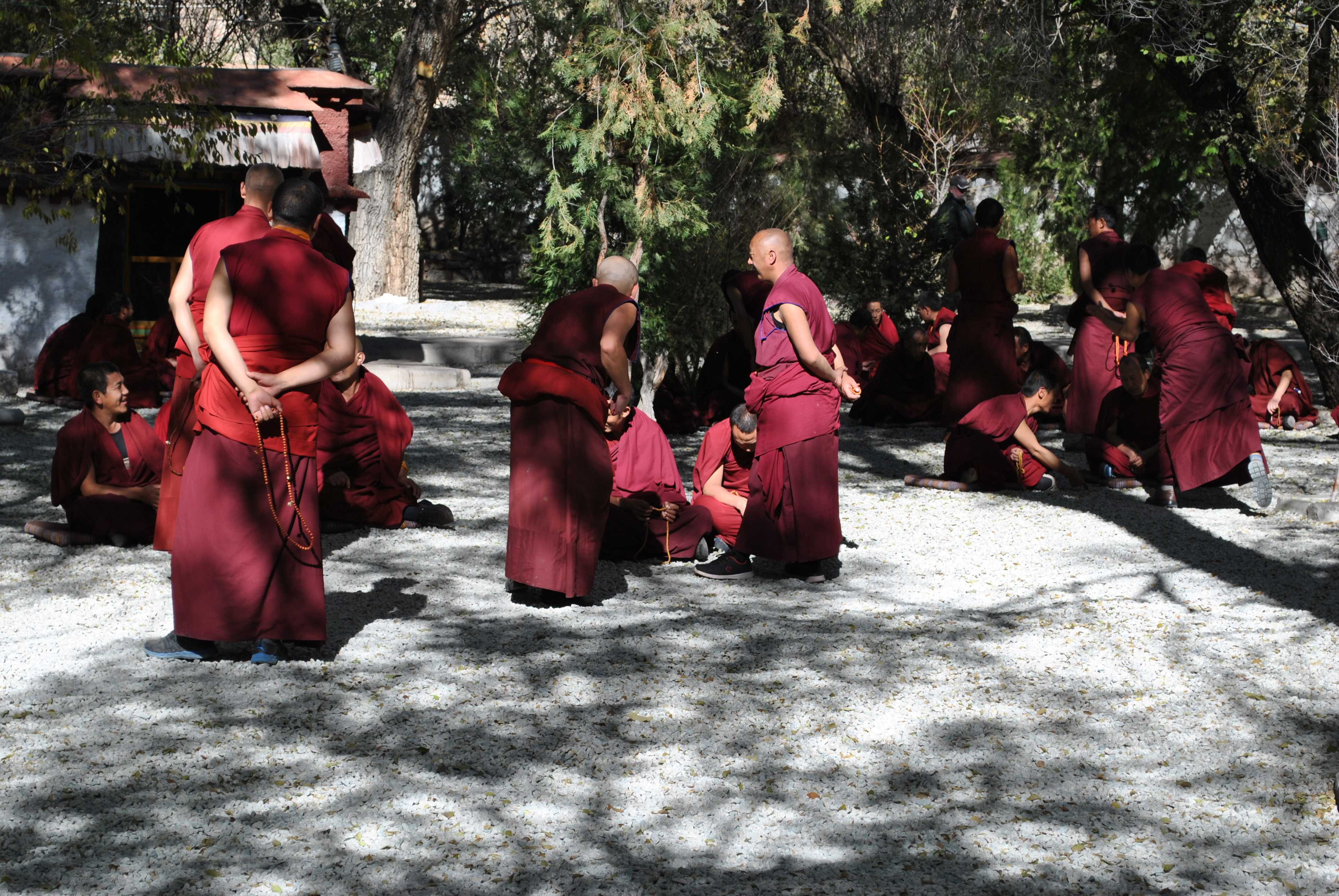
Vitázó szerzetesek, Szera kolostor Tibetben, 2013.

A szerzetesek a tanáraik előtt vitáznak és a kérdező és a válaszoló is betartja az alaposan kidolgozott szabályokat és eljárásokat. Az ehhez hasonló vizázások hagyománya az ősi indiai, ‘Hindu ortodoxiában’ keresendő, amely aztán átszállt a tibeti hagyományokba is a 8. század környékén. A vitagyakorlatok a kolostor falain belül történnek. A védő meg kell, hogy védje a nézőpontját az adott vitatémában. on the subject proposed for debate. A vita egy Mandzsusríhez intézett könyörgéssel (invokáció) kezdődik, amelyet hangosan és éles hangon olvasnak fel. A kérdezőnek tömören kell kérdeznie és a védőnek egy meghatározott időn belül kell válaszolnia. A vita lezárását meghatározott válaszok jelzik, például: “Elfogadom (do), az ok nem megalapozott (ta madrup) vagy nincs átjárás (Kyappa majung)”. Sokszor a megvitatott kérdések csak arra szolgálnak, hogy félrevezessék a téma védőjét. Ha a védő ugyanis nem képes egy megszabott időn belül válaszolni, csúfos kifejezést érdemel. A tibeti vitagyakorlatokban a vitát hallgató közönségnek nincs szerepe és nincs döntőbíró sem. Azonban ha a védő oldaláról közvetlen ellentmondás van, akkor formális döntés következik, hogy ki nyerte a vitát.

### Fizikális gesztusok
A vitákat élénk gesztusok kísérik, amely élettel tölti meg a gyakorlatot. Minden egyes gesztusnak megvan a saját jelentése, amelyek közül egyesek drámaiak (szimbolikus értékűek): minden kérdés után összeütik a tenyerüket hangosan, hogy kifejezzék érvelésük hatalmát és bizonyosságát; a védő által tett rossz válasz esetén, az ellenfele a kezével három kört rajzol a védő feje köré és közben hangos sikítással igyekszik elbizonytalanítani a védőt; az ellenfél hibáját úgy jelzik, hogy a szerzetesi ruhájának a felső részét a derekukhoz dörzsölik; általános a hangos tenyércsapkodás és intenzív verbális szóváltás. A lényege az egésznek, hogy a másikat helytelen érvelésbe keverjék. Mindig, amikor új kérdést tesznek fel a tanár a kinyújtott bal tenyerébe csap a jobb tenyerével. Amikor egy kérdést helyesen válaszolnak meg, akkor a tanár a jobb kézfejét visszahúzza a bal tenyerébe. Amikor a védő nyeri a vitát, akkor allegorikusan kétségbe vonja kérdező bölcsességét buddhistaként.

## Galéria

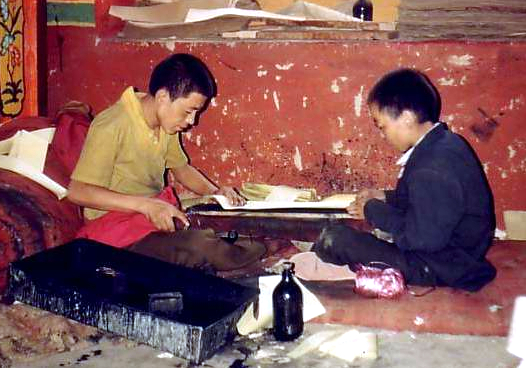
Fiatal szerzetesek nyomtatnak hagyományos módszerekkel. Szera kolostor, 1993
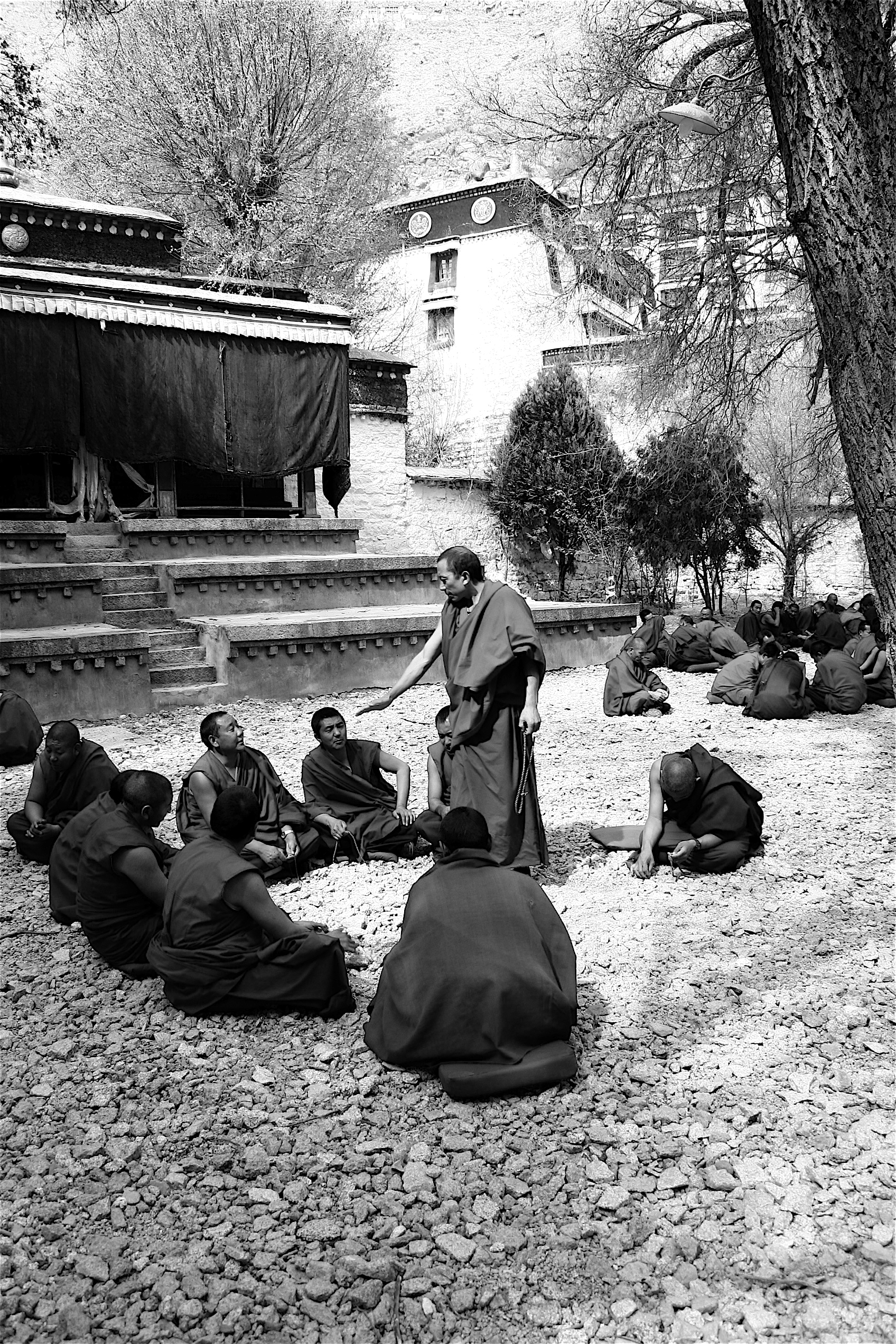
Szerzetesek vitagyakorlat közben
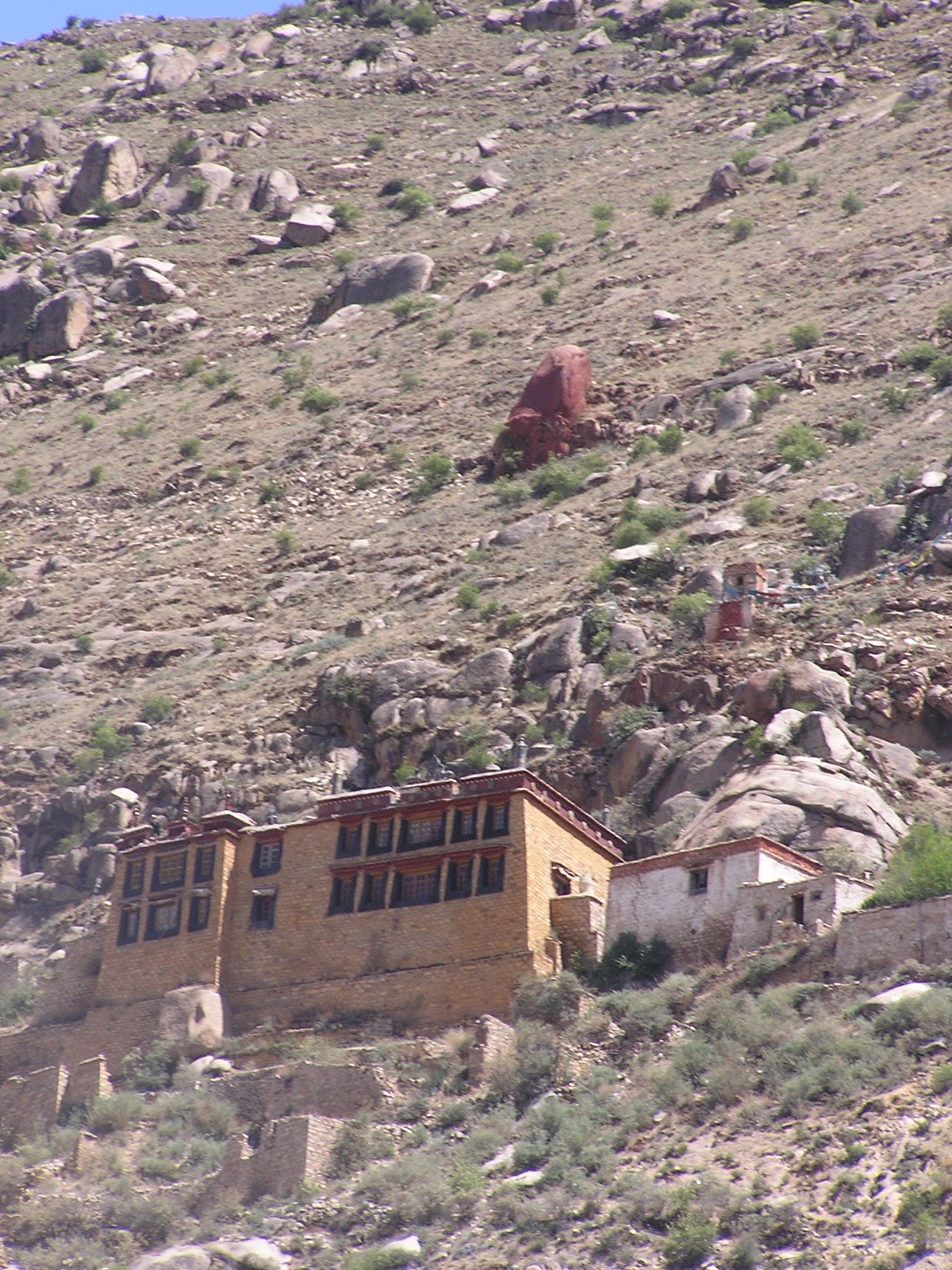
Szera Uce remetelak
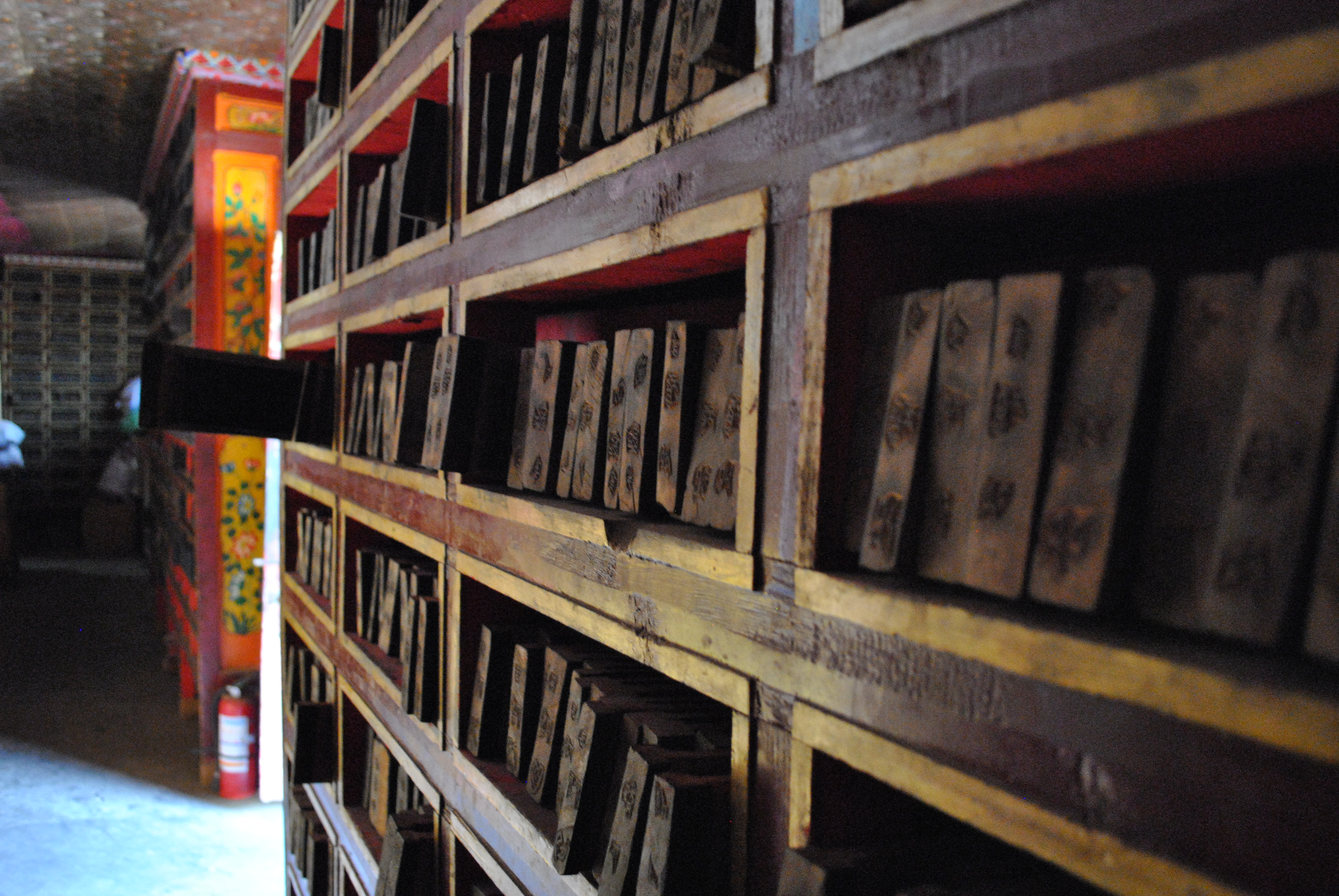
Fatáblák nyomtatáshoz, a tibeti Szera kolostor, 2013
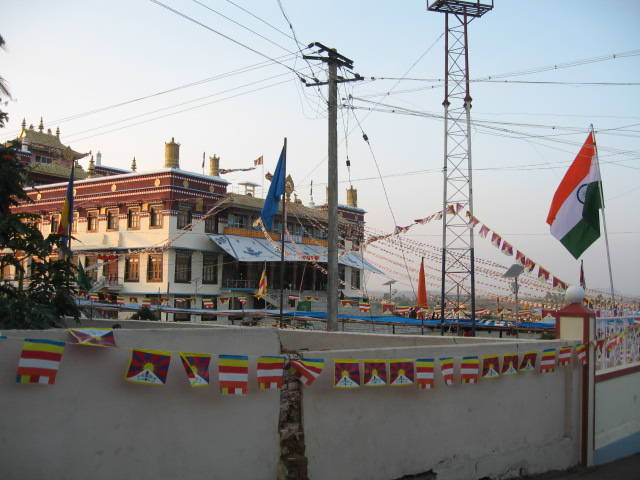
A Szera kolostor, India
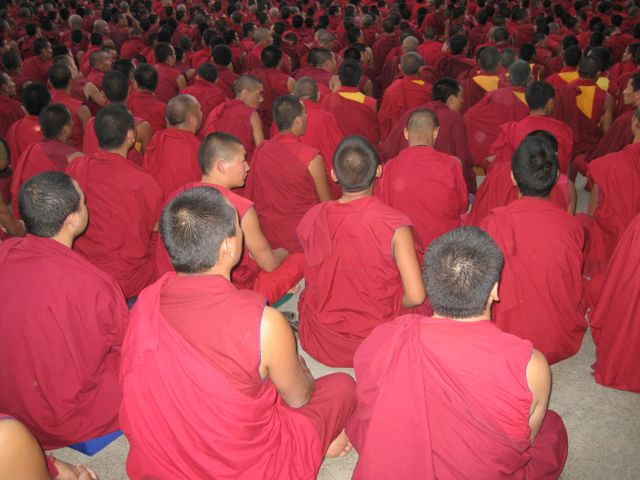
Vitagyakorlat télen
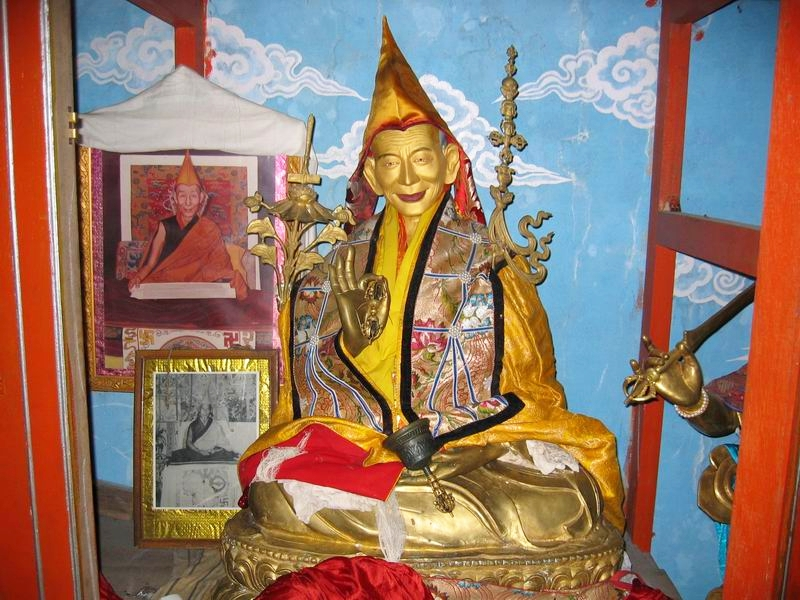
Tridzsang Rinpocse szobra, Szera Mej, Bilakuppe
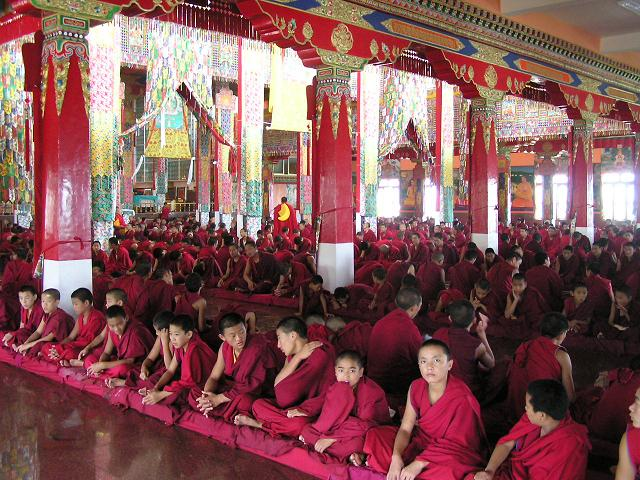
A Szera Mej gyűlésterme Bilakuppében